# Cyrtopholis anacanta
Cyrtopholis anacanta là một loài nhện trong họ Theraphosidae.
Loài này thuộc chi Cyrtopholis. Cyrtopholis anacanta được Pelegrin Franganillo-Balboa miêu tả năm 1935.